# Staller Sattel
Der Staller Sattel (italienisch Passo di Stalle) ist ein Gebirgspass in den Ostalpen. Er verbindet das Antholzer Tal (Südtirol) im Westen mit dem Defereggental (Osttirol) im Osten und scheidet die Rieserfernergruppe im Norden von den Villgratner Bergen im Süden. Die Passhöhe liegt auf 2052 m Höhe. Seit dem Inkrafttreten des Vertrags von Saint-Germain 1920 verläuft über den Staller Sattel die Grenze zwischen Italien und Österreich.
Der Pass ist von Mitte Mai bis Ende Oktober rund um die Uhr geöffnet. Auf italienischer Seite bestehen aufgrund der geringen Straßenbreite eine Einbahnregelung sowie ein Verkehrsverbot für Wohnwagen und Busse. Die Fahrt von der Passhöhe nach Italien ist jeweils von der 1. bis zur 15. Minute, die Fahrt vom Antholzer See (Italien) in Richtung Österreich von der 31. bis zur 45. Minute der Stunde erlaubt. Zwei Ampeln regeln den Verkehr.

## Galerie

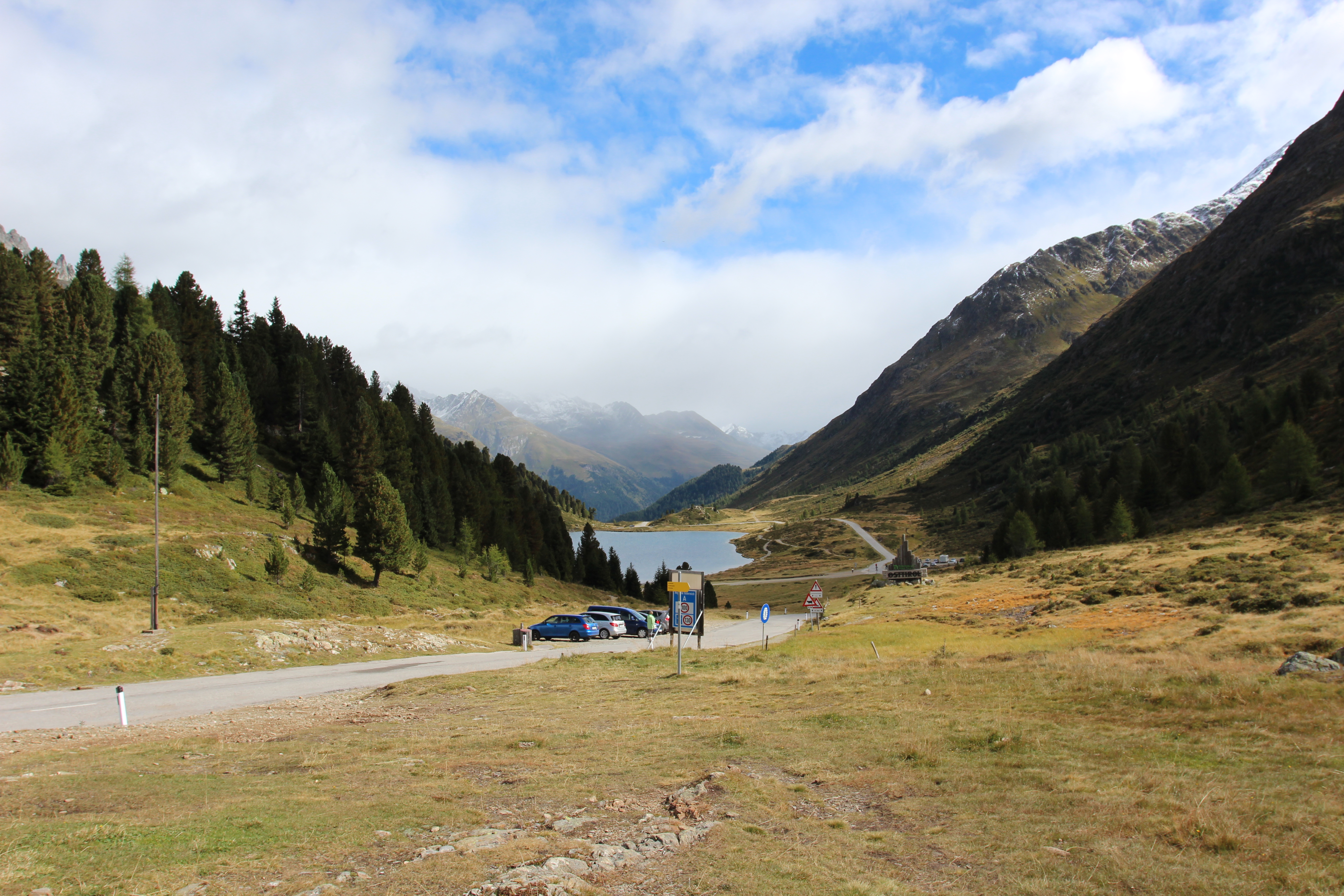
Blick ins Defereggental mit dem Obersee (Osttirol, Österreich)
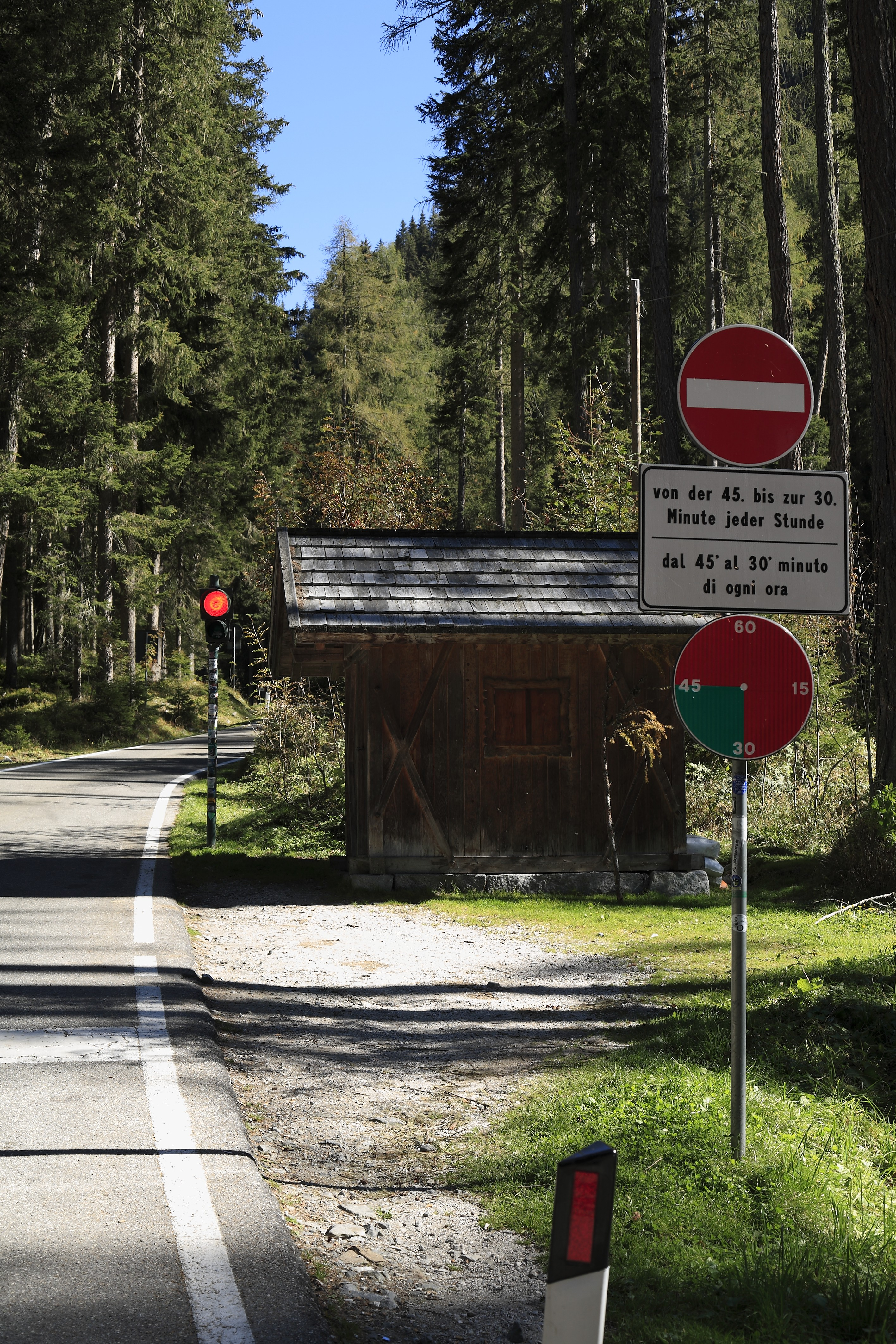
Ampelregelung im Antholzer Tal (Südtirol)
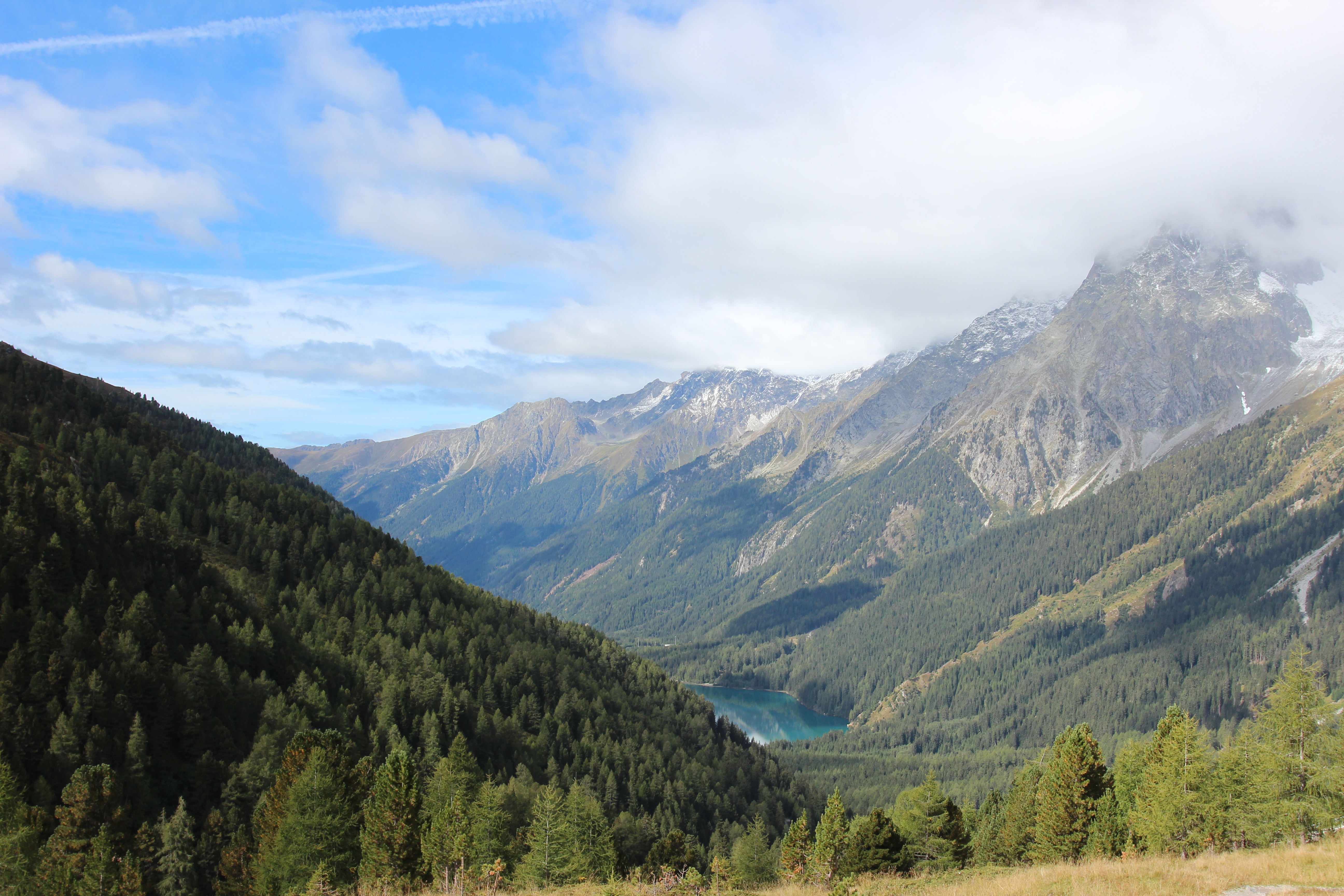
Blick auf das Antholzer Tal (Italien) vom Staller Sattel, ganz rechts der Wildgall (3272 m)